# Горская республика
Союз Горцев Северного Кавказа и Дагестана (с мая по октябрь 1917), Республика Союза Народов Северного Кавказа, или кратко Горская Республика (с 1918) — автономное государственное образование, провозглашённое на съезде северокавказских народов 1 мая 1917 года на Северном Кавказе. В апреле 1918 года ЦК Союза провозгласил независимость государства и трансформацию в Республику союза народов Северного Кавказа и Дагестана (сокращённо — Горская Республика). Официально независимость провозглашена 11 мая 1918 года на мирной конференции в Батуми. Территория частично признанного государства охватывала 125 000 км² с населением около 4 млн человек.

## Государственное устройство

### Форма государства
Государство представляло собой демократическую республику с парламентской формой правления. Каждому народу было дано право на самоуправление. Федеральные органы власти — Горское правительство и Союзный совет (парламент).

### Территория и административное деление
В Союз, а затем Горскую республику входили семь самостоятельных «штатов», выделенных по национальному признаку и объединённых по конфедеративному принципу на территориях: Дагестана, Ингушетии, Чечни, Осетии, Карачаево-Балкарии, Кабардино-Черкессии и Адыгеи, Ногайских степей и, в некоторый период, Абхазии.
Первоначально, ЦК Союза горцев претендовал на всю территорию Дагестанской области, на шесть округов (Владикавказский, Хасавюртовский, Нальчикский, Грозненский, Веденский и Назрановский) и караногайский участок Терской области, а также на территории ногайцев и туркмен Ставропольской губернии.

На II съезде к Союзу горцев были причислены Закатальский округ, Абхазия (Сухумский округ), а также земли черкесов, абазин и карачаевцев в Кубанской области.
При объявлении независимости Горское правительство заявило:
«Территория нового государства будет иметь своими границами: на севере – те же самые границы, какие имели области и провинции Дагестана, Терека, Ставрополя, Кубани и Чёрного моря в бывшей Российской империи; на Западе – Чёрное море, Востоке – Каспийское море, на юге – границу, подробности которой будут определены по соглашению с Закавказским правительством»
Таким образом, помимо изначальных, было объявлено о притязании на бывшие Кубанскую область, Черноморскую и Ставропольскую губернии.

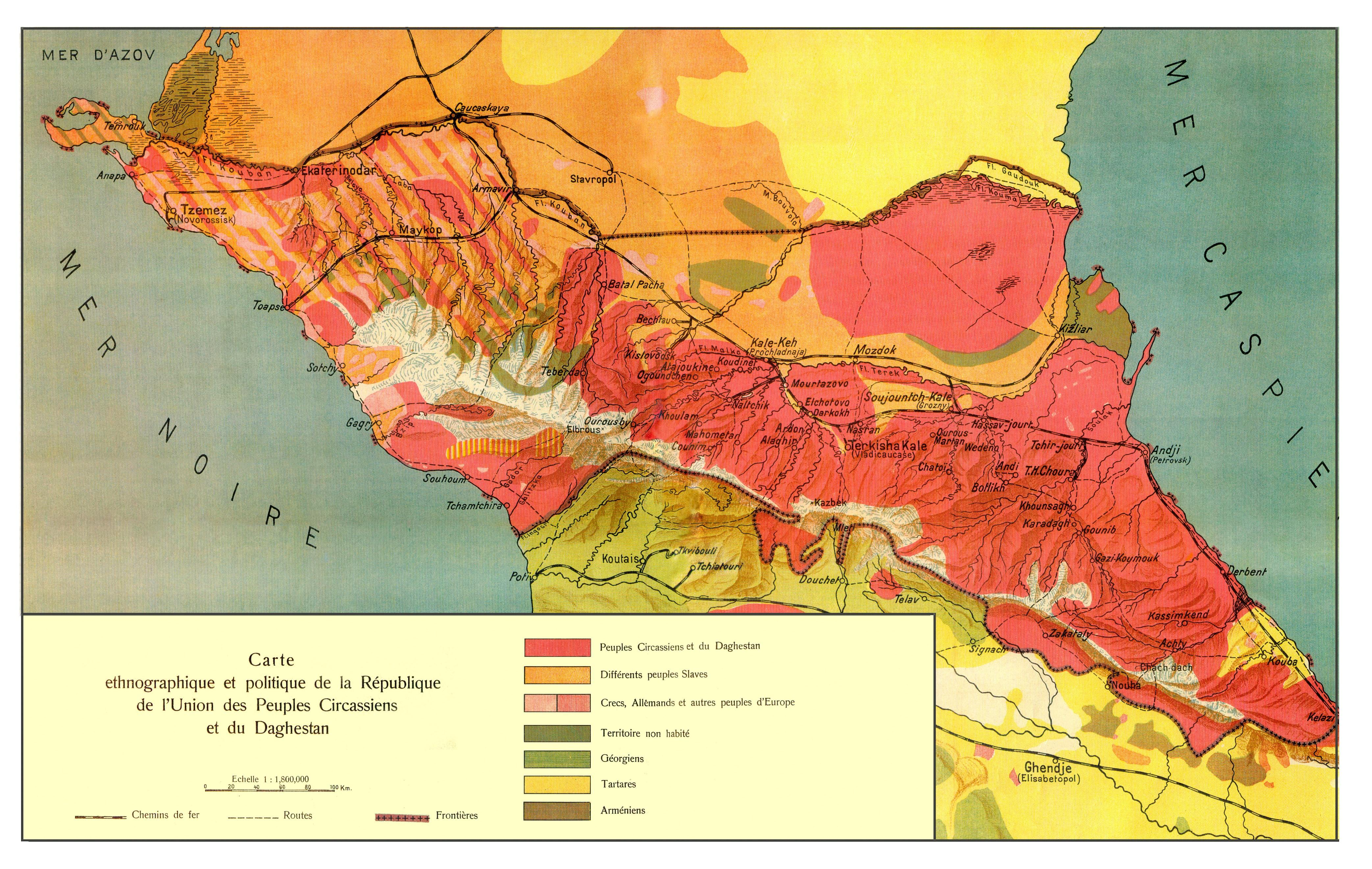

К Парижской мирной конференции 1919 года делегация Горской республики уточнила притязания: на северо-западе линией границы определена река Кубань, на юге границей горской Абхазии и Грузии определена река Ингур. Северо-восточная граница проходит по реке Кума. Граница с Азербайджаном проходит через станцию Килязи. В составе указаны Закатальский округ и Южная Осетия.

### Судебное
Судебная система была шариатской. В январе 1919 года были созданы военно-шариатские суды. Первым председателем был избран Абдул-Басир хаджи Мустафаев.

### Население
Союз объединял в себе народы Дагестана, чеченцев, ингушей, осетин, карачаевцев, балкарцев, адыгов, абазин, абхазов, а также степные народы Ставрополья — ногайцев и туркмен, русских, украинцев, казаков и меньшинства — армян, греков, немцев, евреев, эстонцев и других.
По состоянию на начало 1918 года население, согласно официальным данным, составляло 4 221 860 жителей. Из них:
- 76,47 % — горские народы (3 228 529)[c].
- 21,14 % — русские, украинцы и казаки (892 362).
- 2,39 % — армяне, греки, немцы, евреи, эстонцы (100 969).

Горское правительство планировало провести репатриацию потомков кавказских мухаджиров, число которых, по его мнению, составляло полтора миллиона человек.

### Финансы
В первое время новое государственное образование существовало за счёт кавказских меценатов, таких как чеченский нефтепромышленник Тапа Чермоев, азербайджанские миллионеры Гаджи Тагиев и Мирза Асадуллаев и других. На втором съезде Союза горцев было принято постановление об установлении налога в 50 копеек с каждого жителя горной местности и 1 рубль с жителя равнины.
Горское правительство за период существования не успело выпустить свои денежные знаки, из-за чего государство страдало от недостатка денежных сумм. Приходилось исходить из сумм, выдаваемых в помощь Азербайджаном и Грузией.

### Флаг
А. Ужахов писал о флаге Республики:

Флаг Горской Республики периода май 1920 г. - февраль 1921 г.

«…Флаг этот следующего описания: семь белых поперечных полос чередуются с семью зелёными поперечными же полосами сверху в низ, а в верхнем углу полотнища у древка, на голубом фоне четырёхугольника, располагаются семь белых семигранных звёзд, как эмблема семи главных народностей, входящих в состав Республики. Цвет голубой был включён во флаг в отличие флага нашей республики от флагов германских государств Ангульт и Саксония, имеющих национальные флаги белого и зелёного цветов…».

## История

### Предыстория
В течение предыдущих нескольких столетий шла экспансия Российской империи на Кавказ, заключительным этапом которой стала Кавказская война, завершившаяся в 1864 году установлением российской гегемонии в регионе и ликвидацией Северо-Кавказского имамата. Но с присоединением региона действий по его стремительному экономическому развитию со стороны российской администрации не предпринималось. За счёт иностранного капитала развилась нефтяная промышленность.
В связи с началом Первой мировой войны в 1914 году кавказские эмигранты и потомки мухаджиров, считавшие своим долгом отомстить Российской империи, в зарубежье начали собираться в различные политические организации с целью обретения их народами независимости. При поддержке иностранных держав, воюющих с Россией, велась работа по подрыву имперской власти в регионе. В 1917 году произошла Февральская революция, Российская империя распалась.

### Революционный период

#### Союз горцев
6 марта учреждён Временный ЦК объединённых горцев Северного Кавказа, возглавляемый Басиятом Шахановым. В этот период на местах власть была представлена в лице комиссаров Союза горцев, Временного правительства, Советов и исполкома. Активизировав свою деятельность, Союз горцев сумел стать на каком-то этапе доминирующим властным органом, ускорив революционные тенденции в регионе. На Северном Кавказе начали проходить локальные областные съезды.
Союз объединённых горцев Северного Кавказа и Дагестана (Союз горцев, Союз объединённых горцев, Союз горцев Кавказа, Союз объединённых горцев Кавказа; с сентября 1917 г. официальное название — Союз объединённых горцев Северного Кавказа и Дагестана) — частично признанное национально-территориальное объединение народов Северного Кавказа в составе России (май — ноябрь 1917 г.). Был создан Первым Горским съездом, проходившим во Владикавказе 01-08 (по старому стилю 14-21) мая 1917 года.
Предшественником Союза был Временный Центральный Комитет объединённых горцев, созданный во Владикавказе 5-6 марта 1917 года. Председателем Временного ЦК был Басият (Басьят) Шаханов, балкарский просветитель, публицист, общественный деятель.

#### Первый Горский съезд
Инициаторы и состав

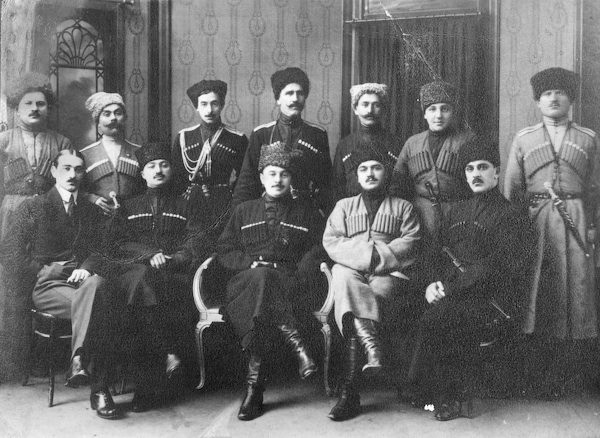
Лидеры Горской республики, члены Союза.

Инициатором созыва Первого Горского съезда стал Временный Центральный Комитет объединённых горцев. Съезд открылся 1 (14) мая 1917 года.
Председатель съезда — Басият (Басьят) Шаханов.
В состав президиума съезда вошли: Магомет Абуков (от кубанских черкесов и карачаевцев), Басият Шаханов (от балкарцев), Пшемахо Коцев (от кабардинцев), Ахметхан Мутушев, Тапа Чермоев (от чеченцев),  Вассан-Гирей Джабагиев (от ингушей), князь Рашидхан Капланов (от кумыков, караногайцев и туркменов Ставропольской губернии), Бек-Мурза Исаев (от ставропольских ногайцев), Константин Борукаев и Николай Джиоев (от осетин), Башир Далгат, Магомет Далгат, Абдулкадыр Эфендиев, Саид Габиев и Зубаир Темирханов (от дагестанцев).

#### Основные тезисы, доклады и даты
С основными докладами выступили Басият Шаханов, князь Рашидхан Капланов (по организационному вопросу), Вассан-Гирей Джабагиев ( по Земской Реформе), Магомед Абдулкадыров (по религиозному вопросу), Абдулкадыр Эфендиев (по земельному вопросу) и Саид Габиев (по вопросу развития просвещения и образования).
5 (18) мая 1917 года съезд одобрил доклад князя Капланова о создании Союза объединённых горцев Северного Кавказа и Дагестана и утвердил представленный им проект организации Союза. 6 (19) мая 1917 года был принят ряд резолюций по важнейшим общественно-политическим и социальным проблемам: об отношении к Временному правительству, об отношении к войне, по земельному вопросу, о представительстве в Учредительном собрании и пр. 7 (20) мая 1917 года съезд утвердил Конституцию и Политическую платформу и программу Союза. В этот же день состоялись выборы его Центрального комитета и Духовного совета.

#### Деятельность Союза объединённых горцев
Хронология
Союз действовал в качестве высшего представительного и исполнительного органа власти народов Северного Кавказа с мая 1917 по конец ноября 1917 года.
Центральному комитету Союза объединённых горцев непосредственно подчинялись Дагестанская область, горские округа Терской области (Назрановский, Нальчикский, Владикавказский, Грозненский, Веденский, Хасав-Юртовский), Ногайский участок Терской области, Кубанский Горский областной комитет и Кубанский Горский областной совет, исполнительные комитеты ногайцев и караногайцев Ставропольской губернии.
- В сентябре 1917 года, на Втором Горском съезде, который состоялся во Владикавказе, в состав Союза вошла Абхазия. С этого времени официальное название организации — Союз объединённых горцев Северного Кавказа, Дагестана и Абхазии.
- В октябре 1917 года Союз объединённых горцев вошёл в состав Юго-Восточного Союза казачьих войск, горцев Кавказа и вольных народов степей, который объединил Войско Донское, Кубанское казачье войско, Терское казачье войско, Астраханское казачье войско, Союз объединённых горцев Северного Кавказа, Дагестана и Абхазии и Калмыцкий народ (в лице ЦИК по управлению Калмыцким народом).
- В ноябре 1917 года ЦК Союза объединённых горцев принял решение о создании Горской автономии (Горской республики) на территории Дагестана и горских округов Терской области и о преобразовании ЦК в Горское правительство. Председателем правительства стал Тапа (Абдул Меджид) Чермоев, с 1 декабря 1917 г. — князь Рашид-Хан Капланов. Одновременно был заключён союз между Горским правительством Союза объединённых горцев и Войсковым правительством Терского казачьего войска и создано объединённое Терско-Дагестанское правительство, в которое вошла большая часть членов Горского правительства.
- В результате обострившихся межнациональных конфликтов, начала гражданской войны на Северном Кавказе в январе-феврале 1918 года и последовавшего провозглашения Терской советской республики, Терско-Дагестанское и Горское правительства фактически потеряли власть и распались. Последние их остатки 5 марта 1918 года бежали из Владикавказа в Ингушетию, где обосновались в крепости Назрань.
- 11 мая 1918 года бывшие руководители ЦК Союза объединённых горцев приняли Декларацию независимости Республики горцев Северного Кавказа. Текст декларации был разработан  Вассан-гиреем Джабагиевым.   В состав правительства вошли бывшие члены правительства Горской республики и часть членов Терско-Дагестанского правительства, в том числе премьер-министр Тапа (Абдул Меджид) Чермоев и военный министр князь Нух Бек Шамхал Тарковский.
- 25 сентября Н.Тарковский подписал в Петровск-Порте (ныне Махачкала) договор с командующим войсками Диктатуры Центрокаспия «генералом» (последнее звание в императорской армии — войсковой старшина) Л. Ф. Бичераховым о совместной борьбе против Советской власти. При разграничении властных полномочий на территории Дагестана под контроль армии генерала Бичерохова были отданы прикаспийские районы. 30 сентября правительство Горской республики объявило об отмене всех декретов Советской власти, денационализации лесов, пастбищ, водных ресурсов.
- В ноябре 1918 г., после овладения турецкими войсками г. Темир-Хан-Шура (ныне Буйнакск), Горское правительство переехало сюда, Н. Тарковский сложил с себя диктаторские полномочия, и 17 ноября правительство подписало договор с турецким главнокомандующим Ф. Юсуф-Изет-пашой о пребывании в Дагестане турецких войск.

В связи с поражением Германии и Турции в Первой мировой войне и уходом турецких войск из Закавказья и Дагестана, Горское правительство было реорганизовано, и в конце 1918 г. горский совет в Темир-Хан-Шуре утвердил главой коалиционного кабинета Пшемахо Коцева. Были заключены соглашения с находящимся в Дагестане отрядом терских казаков генерала Колесникова и с представителем Добровольческой армии в Баку генералом И. Г. Эрдели. С помощью Грузии, Азербайджана и Антанты было начато формирование собственных отрядов, в январе 1919 г. были созданы военно-шариатские суды.
- 23 мая 1919 года состоялось последнее заседание Парламента Горской Республики. На нем дагестанская фракция во главе с генералом Минкаилом Хахиловым , заявила об отказе участия в дальнейших заседаниях Парламента, то есть, о выходе из рядов Горской Республики.
- 24 мая 1919 года власть в Дагестане переходит в руки Деникина, а генерал Минкаил Хахилов был назначен Диктатором Дагестана.

#### Финансирование
Известно о 5 договорах ссуды с правительством Республики Азербайджан от имени председателей Парламента Горской Республики Тапы Чермоева и Пшемахо Коцева, и министра финансов Вассан-гирея Джабагиева общей суммой 80 миллионов азербайджанских рублей. О других источниках финансирования документально не известно.

#### Состав Центрального комитета Союза объединённых горцев на май 1917 года
1 мая 1917 года собрался I съезд Союза горцев Северного Кавказа, участие в котором приняли 300 или же 340 делегатов от народов и округов Северного Кавказа. Произносились речи о революции, наконец давшей горцам определить свою судьбу. Участники собирались включить Северный Кавказ в качестве автономии в состав новой России при условии, что она будет демократической и федеративной республикой, с таким сообщением члены обратились к Временному правительству. Был учреждён Центральный Комитет СГСК, выступавший в качестве исполнительного органа, председателем ЦК был избран Тапа Чермоев, всего туда вошло 17 человек. Была принята конституция, включающая 30 статей.
Второй съезд прошёл в сентябре 1917 года. На нём было постановлено создать Горскую народную милицию, заявлено, что кавказские военные формирования бывшей Российской императорской армии перейдут под региональное управление. На втором съезде было решено оставить Северный Кавказ в составе автономии в составе России до Учредительного собрания. В этот период свои независимости с помощью Временного правительства начали приобретать Финляндия и Польша и, наблюдая за этими процессами, горские политики стали ориентироваться на широкую автономию в составе России, чтобы в будущем не упустить возможность объявить о полной независимости.

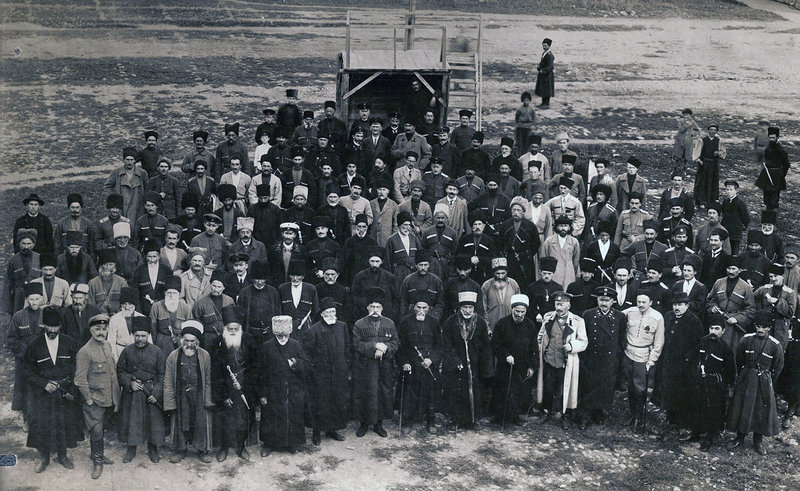
II съезд Союза горцев Северного Кавказа в сентябре 1917 года во Владикавказе

#### Юго-Восточный союз
ЦК Союза пыталось решить обострившуюся проблему столкновений казаков с чеченцами и ингушами. В результате Кавказской войны казаки расселились на всех плодородных землях Предкавказья, вытеснив местных жителей в горные и менее плодородные земли. Казачий надел в десятки раз превышал наделы горских народов. Горцы после революции требовали возврата своих земель. Терские казаки, будучи военным сословием, представляли собой боевую силу, способную как защищаться, так и нападать. После начала Первой мировой горцы начали активно скупать оружие. Горские и казачьи лидеры пытались наладить диалог и дружеские отношения, но они не смогли остановить конфликт, который в Гражданской войне в регионе играл роль главного катализатора. Первые боевые столкновения были спровоцированы солдатами российской армии, вернувшимися с фронта и желавшими защитить казаков, нанеся превентивную атаку. Так, в июне 1917 года произошло массовое убийство ингушей во Владикавказе. Чеченцы ответили нападением на хутор Сорохтинский. Резня продолжалась и нарастала. В октябре 1917 года политиками с обеих сторон на конференции было заявлено о создании Юго-Восточного Союза казачьих войск, горцев Кавказа и вольных народов степей. Горское руководство заявило, что они сохраняют полную свободу в отношении внутренней жизни Союза и не связывая себя никакими политическими обязательствами, способными затормозить политические задачи СГСК. Целями вступления в Юго-Восточный Союз они обозначили: значительное увеличение своей помощи, поднятие материального благосостояния и возможности внутреннего строительства, установление межнациональных отношений и взаимовыручки народов внутри союза, обеспечение порядка и правильного товарообмена по линии железной дороги, открытие широких путей для разрешения финансовых проблем. В декабре председатель ЦК СГСК Чермоев и терско-казачий атаман Караулов заключили союз, создав объединённое Терско-Дагестанское правительство. Но вскоре Караулов был убит казаками, взбунтовавшимися из-за уступок горцам, а новое правительство перестало существовать через три месяца.

#### Октябрьская революция
В ноябре 1917 года в Петрограде большевиками проведён государственный переворот — Временное правительство было распущено. На Северном Кавказе влияние большевиков было крайне слабым, они не были у руководства ни у одного из северо-кавказских исполкомов. Прикомандированные Киров, Микоян, Орджоникидзе, Буачидзе, получая многочисленное вооружение, занимались формированием организационной базы для большевиков из представителей местных народов, таким образом, до 1919 года большевизм в регионе представлял собой импортированное неместное явление. Переворот в Петрограде привёл к тому, что вместо ЦК Союза горцев началось формирование Горского правительства, с этого момента связи с Петроградом и Москвой как с центром единого государства больше не было. Председатель Чермоев подал в отставку в декабре, его место временно занял Капланов. В январе председателем назначен Коцев. Правительство состояло из 16 министров.

### Провозглашение независимости

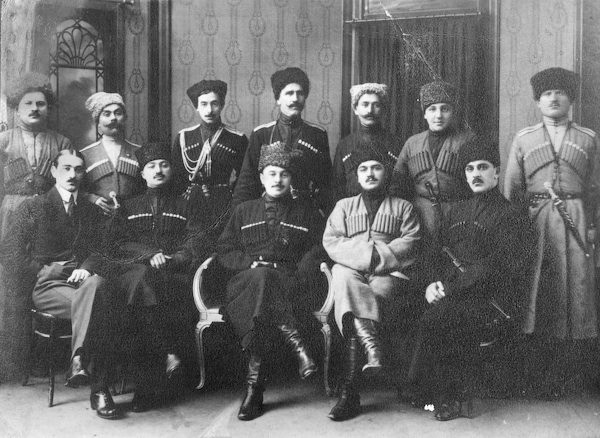
Лидеры Горской республики

11 мая 1918 года в занятом турецкими войсками Батуме по завершении переговоров с турецким правительством делегация руководителей Северного Кавказа провозгласила независимость Республики Союза горцев Северного Кавказа и создала новое Горское правительство, обратившееся за поддержкой к Турции и Германии. 8 июля 1918 года был подписал договор о дружбе Горской республики с Османской империей, в котором были условия и о военной помощи; Германия ввиду условий Брестского мира от подписания договора уклонилась, но реальную поддержку Горскому правительству оказывала.
Летом 1918 года в Терской области началось крупное восстание казаков под руководством Георгия Бичерахова, за Владикавказ, Грозный, Кизляр шли бои с большевиками, а в августе войска полковника Лазаря Бичерахова вошли и оккупировали равнинный Дагестан, полностью ликвидировав советскую власть. Военный министр Горской республики Нух-бек Тарковский заключил договор с Бичераховым, объявив себя временным диктатором Дагестана. После взятия Баку османо-азербайджаной армией в ноябре 1918 года началось полномасштабное наступление турок в Дагестане. Казачьи войска Бичерахова были выбиты из Дагестана, была установлена власть Горской республики, правительство и парламент которой расположились в Темир-Хан-Шуре. Тарковский сложил с себя диктаторские полномочия. 17 ноября правительство подписало договор с турецким главнокомандующим Юсуф-Изетт-пашой о пребывании в Дагестане турецких войск.
В связи с поражением Германии и Турции в Первой мировой войне и уходом турецких войск из Закавказья и Дагестана, Горское правительство было реорганизовано, и в конце 1918 года горский съезд в Темир-Хан-Шуре утвердил главой коалиционного кабинета Пшемахо Коцева. Были заключены соглашения с находящимся в Дагестане отрядом терских казаков генерала И. Н. Колесникова и с представителем Добровольческой армии в Баку генералом И. Г. Эрдели. С помощью Грузии, Азербайджана и Антанты было начато формирование собственных отрядов.
16 апреля 1919 года правительство Пшемахо Коцуева приняло решение о вхождении Дагестана в состав Азербайджанской Демократической Республики, однако в мае 1919 года территория Дагестана была занята Вооружённым силам Юга России генерала Деникина. Властные полномочия перешли новообразованному временному правительству Дагестана во главе с Микаилом Халиловым. После этого Горское правительство заявило о самороспуске и вновь эвакуировалось в Тифлис, в результате чего Горская республика фактически прекратила своё существование.
Вскоре сторонниками шейха Узун-Хаджи в Ведено был провозглашён так называемый Северо-Кавказский эмират, лидеры которого объявили Горскую республику мифическим государством.
В ходе и после оккупации деникинскими войсками региона действовал орган Горской республики — Совет обороны Северного Кавказа и Дагестана, который представлял собой коалиционное правительство. Окончательной датой ликвидации Горской республики считается март–май 1920 года, когда власть в Совете обороны была захвачена большевиками. После захвата Северного Кавказа Красной армией горские политики продолжали свою деятельность в Грузии, пытаясь скооперироваться в антибольшевистский союз. Ими было организовано крупное антисоветское восстание в Дагестане, длившееся с сентября 1920 по май 1921 года. Но в начале 1921 года большевиками была захвачена и Грузия, горская политическая элита ушла в эмиграцию.

## Некоторые деятели правительства 1917—1920

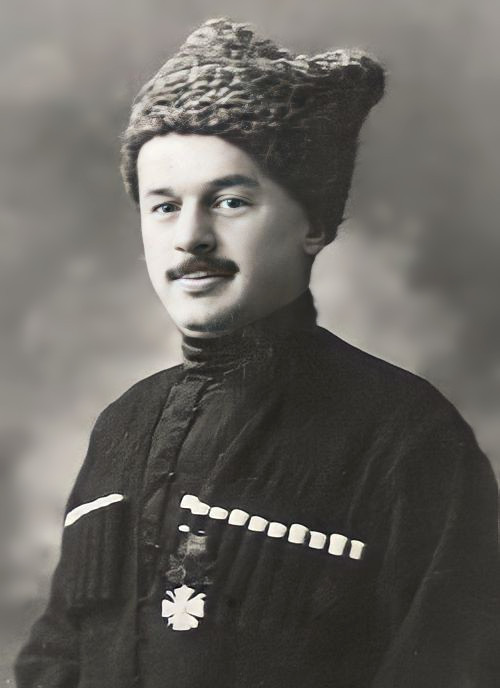
Абдуль-Меджид (Тапа) Чермоев, нефтепромышленник, первый председатель ЦК и первый премьер-министр, чеченец. Умер в эмиграции в Париже в 1937.
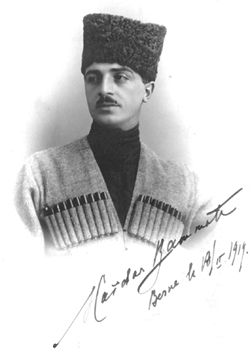
Гайдар Баммат, министр иностранных дел, кумык. Умер в эмиграции в Париже в 1965. Дружил с Тапой Чермоевым.
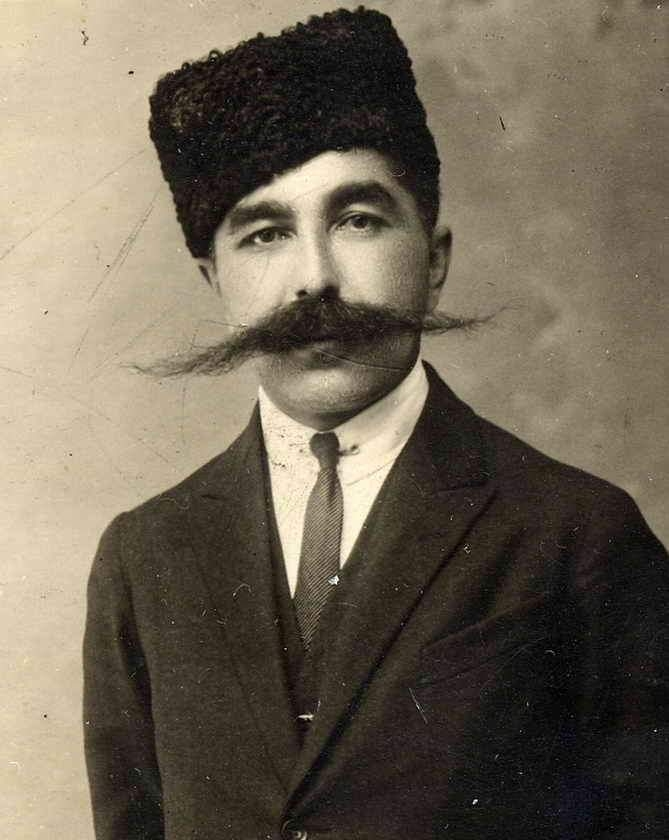
Пшемахо Коцев, второй премьер-министр, кабардинец. Умер в эмиграции в Стамбуле в 1962.
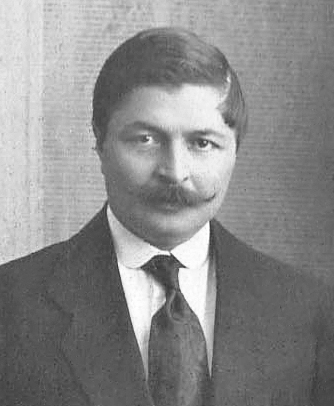
Рашитхан Капланов, второй председатель ЦК, министр внутренних дел, кумык. Расстрелян большевиками в 1937.
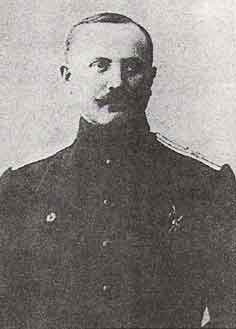
Нух-бек Тарковский, военный министр, кумык. Умер в эмиграции в Швейцарии в 1951.
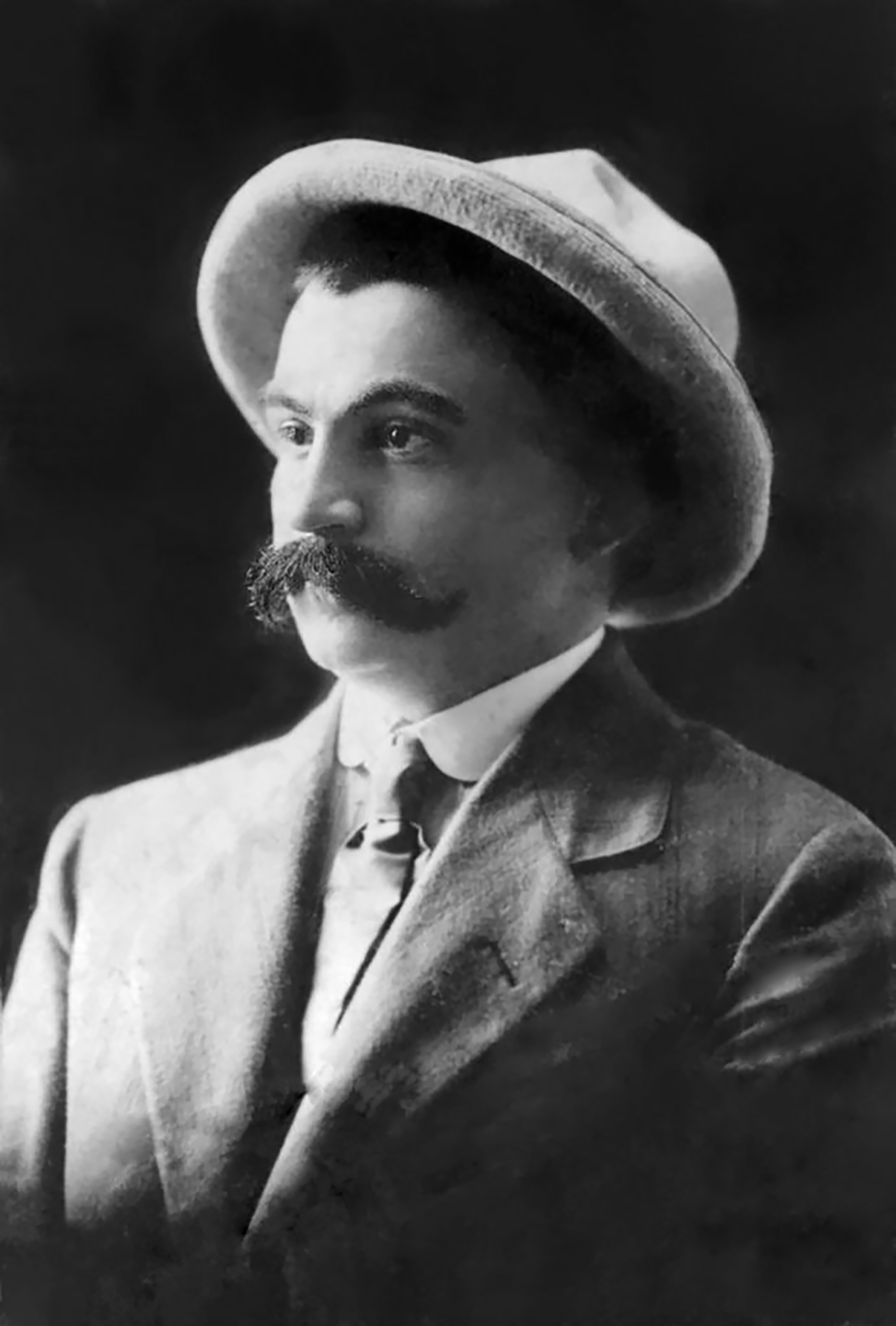
Ахмет Цаликов, председатель Меджлиса (Парламента), осетин, мусульманин. Умер в эмиграции в Париже в 1928.
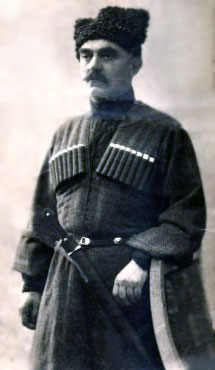
Зубайр Темирханов, председатель Меджлиса (Парламента), кумык. Дважды репрессирован, умер в 1952 в безвестности в Дагестане.
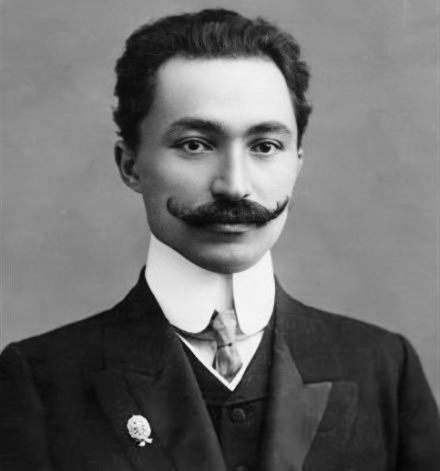
Ибрагимбек Гайдаров, министр путей сообщения, лезгин. Умер в эмиграции в Анкаре в 1949.
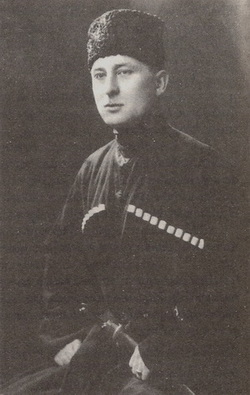
Алихан Кантемир, официальный представитель Республики в Азербайджане и Грузии, осетин, мусульманин. Умер в эмиграции в Мюнхене в 1963.
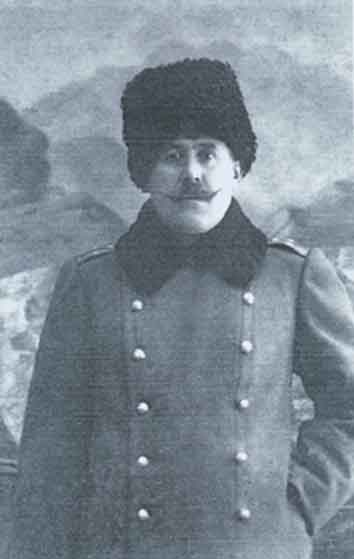
Даниял Апашев, Председатель Парламента в 1919 году, кумык. Расстрелян большевиками в 1920.
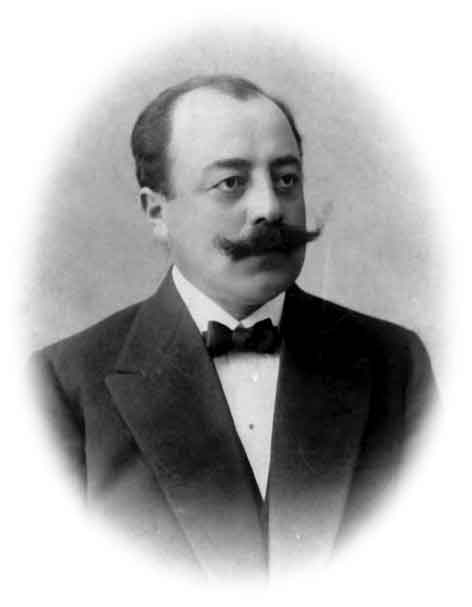
Адиль-Герей Даидбеков, Министр транспорта, кумык. Умер в Баку в 1946.
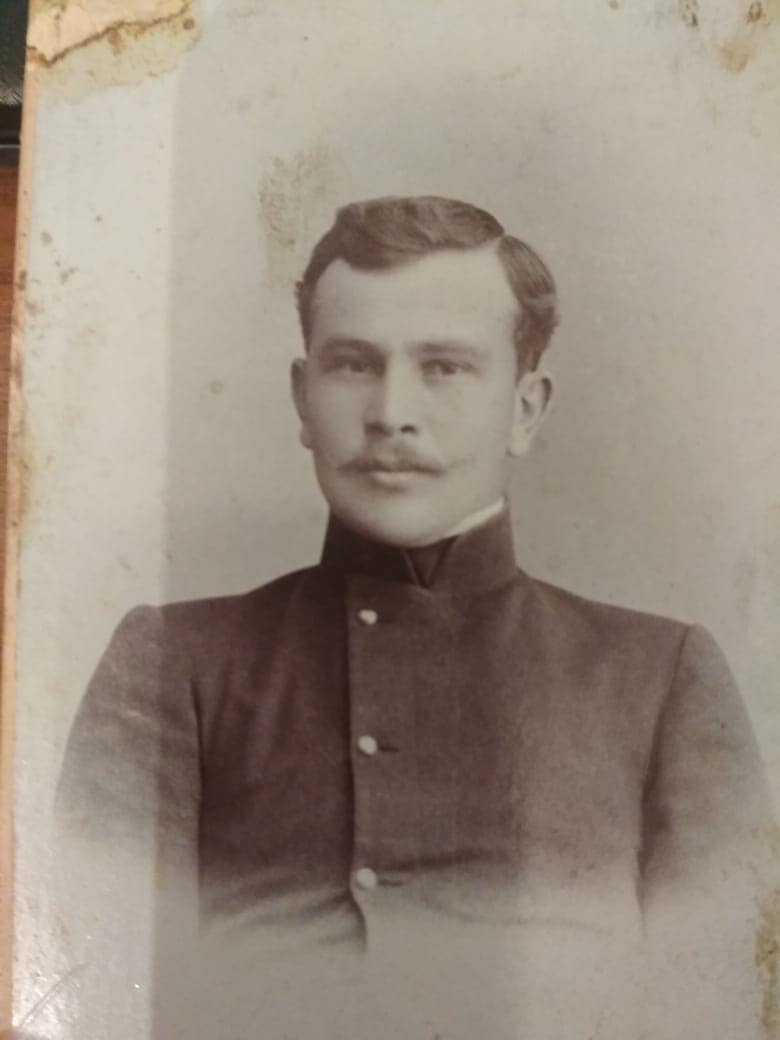
Таджуддин Пензулаев, Министр юстиции, кумык. Репрессирован большевиками в 1937.[45] Соавтор пьесы Михаила Булгакова «Сыновья муллы».
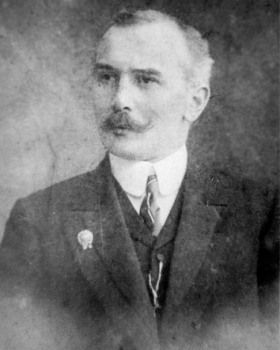
Мухидин Пензулаев, Министр связи и телеграфа, кумык. Умер во Владикавказе в 1942. Брат Таджудина Пензулаева.
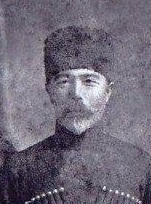
Туган Алхасов, член правительства Горской Республики[47], кумык. Обстоятельства смерти неизвестны.
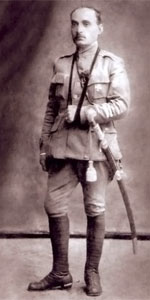
Расул-бек Каитбеков, начальник штаба армии, кумык. Расстрелян большевиками в 1921 году.
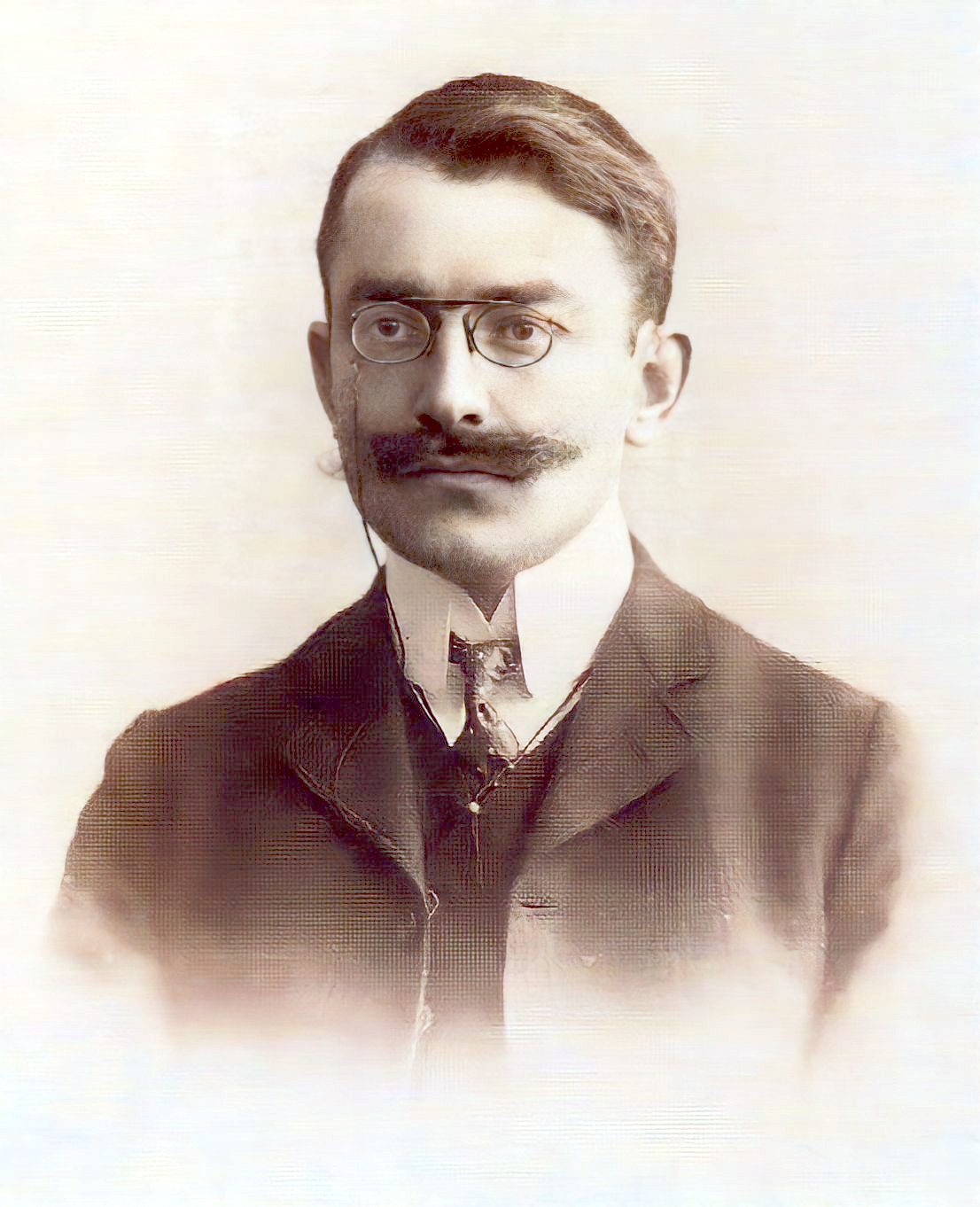
Вассан-Гирей Джабагиев, министр финансов, ингуш. Автор Декларации независимости Горской Республики и один из авторов Конституции Горской Республики, социолог и публицист. Скончался в Стамбуле в 1961 году.

## Внешняя политика

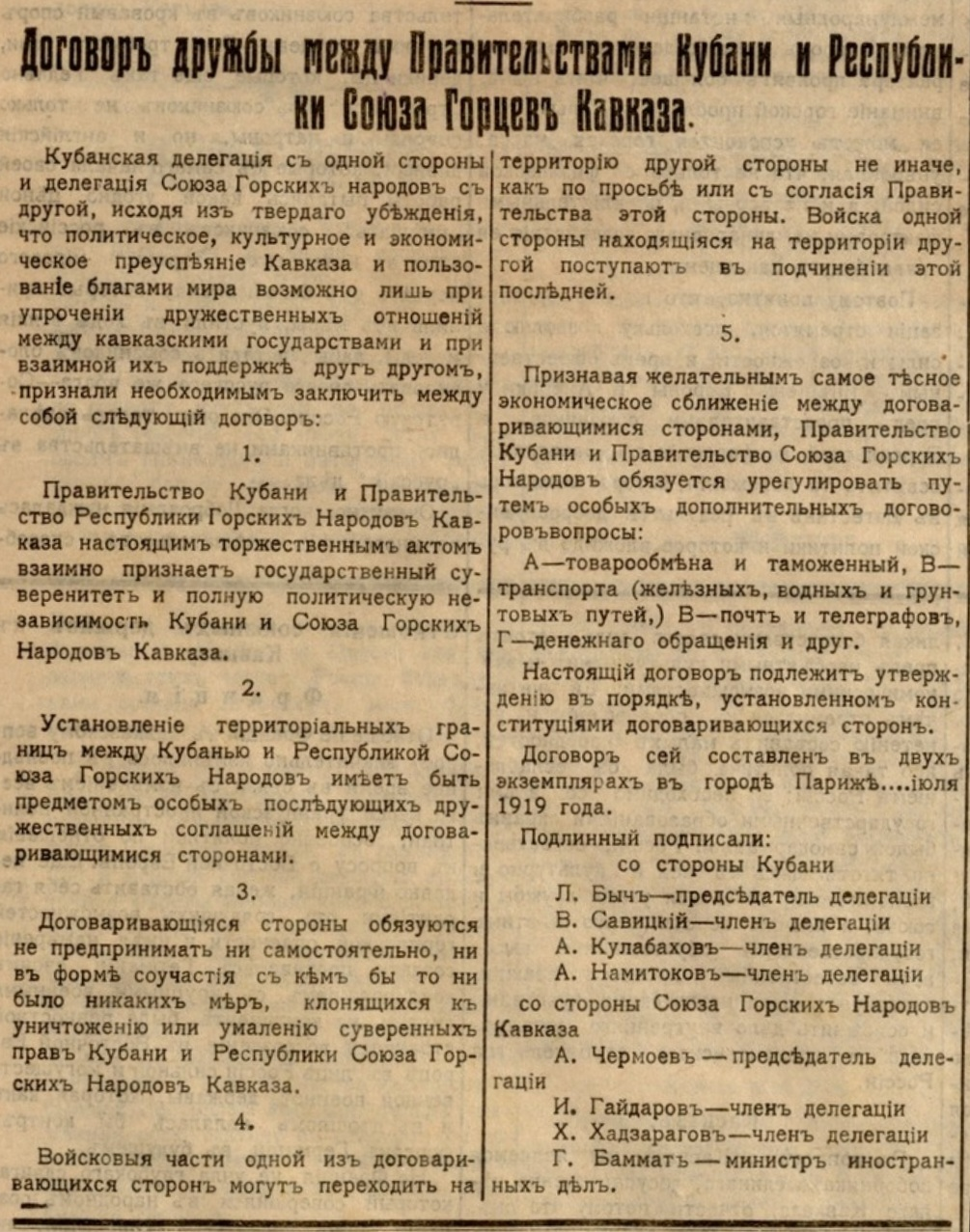
Договор дружбы между Правительствами Кубанской и Горской республик. Июль 1919

Кавказский регион является объектом внимания мировых держав, в частности, благодаря своим нефтяным богатствам и геополитическому расположению. В начале XX века в городах Северного и Южного Кавказа находилось около двадцати консульств стран мира, в том числе и дальних — таких, как США и Япония. Но при этом Горская республика не сумела сразу определиться со внешнеполитическим вектором и выбрать — придерживаться российского ориентира или пойти по пути южнокавказских государств, из-за чего Северный Кавказ, в отличие от Южного, не вошёл в число фаворитов западных империй.
Кавказ, по мнению горских политиков, являлся одним экономическим целым и его государства соответственно должны состоять в одном союзе. Горское правительство 1 апреля 1918 года предложило всем кавказским правительствам образовать Кавказскую Конфедерацию, которая охраняла бы частные интересы каждого из народов, а также общие интересы всего Кавказа, оставляя каждому из Конфедеративных Штатов полную автономию в своих границах. Такой проект не отвергался южнокавказскими странами, Азербайджан успел принял это предложение, переговоры с Арменией и Грузией не успели завершиться.
Объявление независимости Горской республики в мае 1918 года было враждебно встречено большевиками и комиссар иностранных дел РСФСР Чичерин переслал ноту протеста послу Германии графу Мирбаху. Горские политики предложили советскому правительству при посредничестве Мирбаха провести предварительные переговоры об урегулировании отношений. Чичерин принял это предложение, однако существенных последствий это не имело. Уже к 1918 году, когда большевистская власть на Северном Кавказе была ликвидирована Добровольческой армией Деникина, риторика советской дипломатии изменилась. Чичерин заявил, что Советская Россия «не намерена завоёвывать или устанавливать Советскую власть силой на территории других стран», а что касается в частности Горской республики, «у Советской России нет намерений входить в вашу республику с оружием в руках. Советская Россия уважает права самоопределившихся народов. И если Вы, мусульмане Кавказа, удовлетворены Вашим правительством, живите в мире, уверенности в прогрессе вашей страны и поддержании хороших отношений с нами». После окончательной победы над Добровольческой армией и занятия Северного Кавказа Красной армией заверения о признание Горской республики оказались отвергнуты, была установлена советская власть.

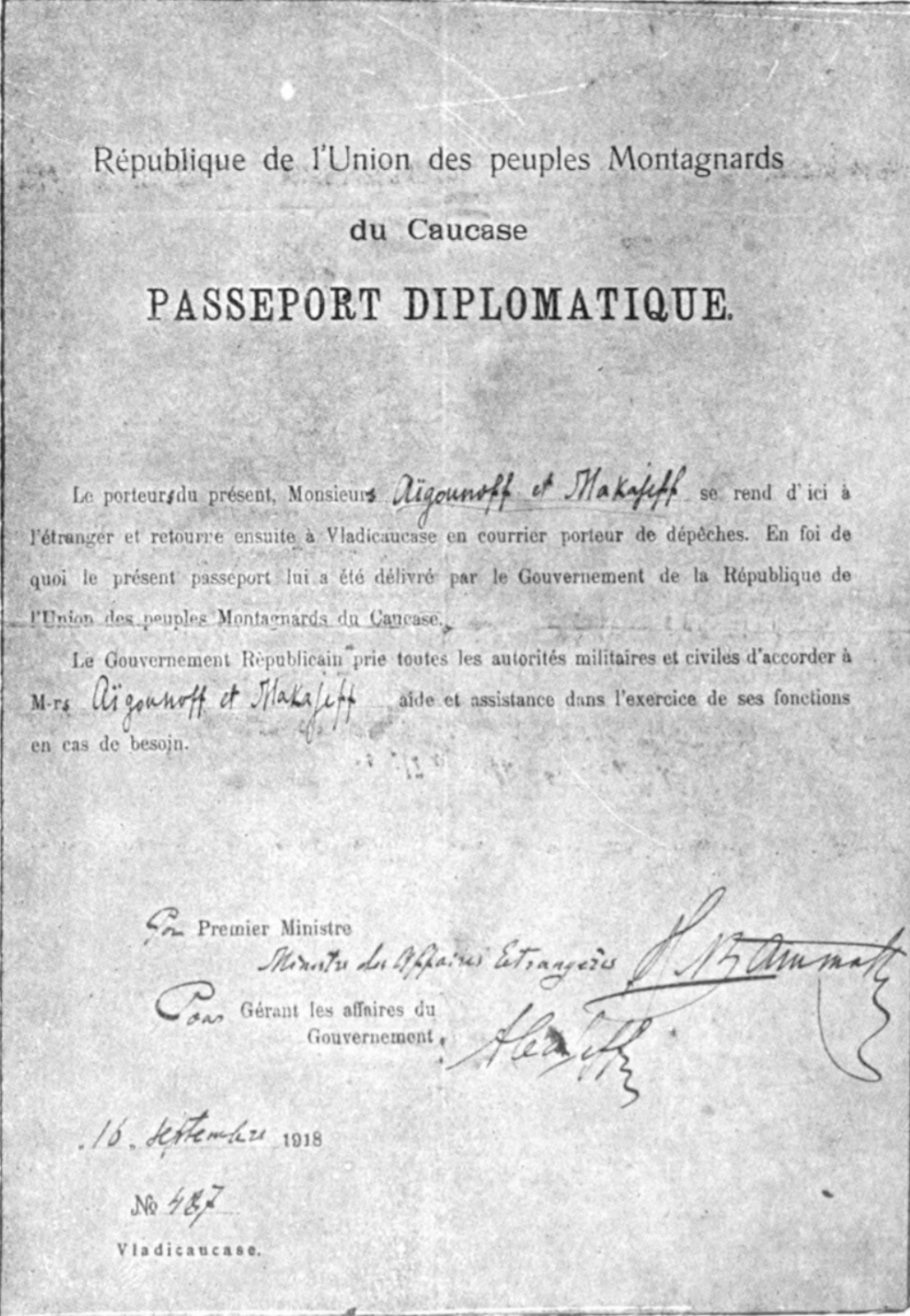
Дипломатический паспорт Горской республики

В июне 1918 года Горское правительство заявило протест Грузии и Германии в связи с военной интервенцией этих стран в Абхазию, которая была официальным членом конфедерации.

## 1990-е годы
13—14 октября 1990 года прошёл II съезд горцев Кавказа в Нальчике. На нём было объявлено, что Конфедерация горских народов Кавказа является правопреемницей Горской республики.
В июне 1997 года министр иностранных дел Чеченской Республики Ичкерия Мовлади Удугов направил послания министрам иностранных дел Германии и Турции с предложением «восстановить насильственно прерванные дипломатические отношения», заявляя, что Чеченская Республика Ичкерия считает себя правопреемницей Горской республики. Эти послания значимых последствий не имели.

## В историографии
В советской историографии Горская республика принципиально игнорировалась или её история освещалась обрывочно. Так, ни в одном издании Большой советской энциклопедии республика даже не упоминается. В Советской исторической энциклопедии она кратко характеризуется как «антисоветская организация на Северном Кавказе». Это определение впоследствии сохранилось и в некоторых постсоветских энциклопедиях. Горские политики представлялись как «враги, которые с Запада пытались уничтожить страну». Советские историки сильно преувеличивали политическое влияние большевистских деятелей в межреволюционный период на Северном Кавказе, их организация во Владикавказе к маю 1917 года насчитывала только 6 членов.
Работы по истории Горской республики начали появляться в России в 2000-х годах, выпускались сборники документов, диссертации, научные статьи, монографии. Однако при этом, как пишет исследователь Майрбек Вачагаев, «всё ещё доминирует традиция преподносить данный период истории горцев Северного Кавказа как победу большевиков над меньшевистскими и монархистскими движениями, пытавшимися воссоздать Российскую империю. Что, безусловно, сужает тему и не даёт читателю понять, почему большевикам понадобилось три с лишним года, чтобы заявить о полной победе в этом регионе над противостоящими им силами, хотя они якобы не были игроками на политической арене региона в изучаемый период».
В зарубежной историографии тема Горской республики слабо освещена, кроме работ самих северо-кавказских политэмигрантов.